# Team Coop–Repsol
Team Coop–Repsol (UCI kód: TCR) je norský cyklistický UCI Continental tým, jenž vznikl v roce 2004.

## Soupiska týmu
K 1. lednu 2023
- Håkon Aalrust (NOR) (* 5. ledna 1998)
- Cedrik Bakke Christophersen (NOR) (* 11. prosince 2001)
- André Drege (NOR) (* 4. května 1999)
- Karsten Larsen Feldmann (NOR) (* 28. března 2003)
- Amund Haakonsen (NOR) (* 10. října 2000)
- Kalle Kvam (NOR) (* 27. února 2003)
- Eirik Lunder (NOR) (* 9. června 1999)
- Johan Ravnøy (NOR) (* 23. listopadu 2003)
- Anton Stensby (NOR) (* 17. ledna 2001)
- Magnus Wæhre (NOR) (* 2. května 2002)

## Vítězství na národních šampionátech
2005
 Norský silniční závod, Morten Christiansen
2010
 Švédský silniční závod, Michael Stevenson
2014
 Norský silniční závod, Tormod Hausken Jacobsen